# 斑點巴塔鱨
斑點巴塔鱨，為輻鰭魚綱鯰形目鱨科的其中一種，為熱帶淡水魚類，分布於亞洲印度布拉馬普特拉河流域，體長可達4.2公分，棲息在底層水域，生活習性不明。